# 李獻明 (萬曆進士)
李獻明（1570年—？），字抒忠，號丹衷，陕西延安府绥德州米脂县軍籍。明朝政治人物。同進士出身。

## 生平
隆庆庚午年（1570年）十二月初四日生。萬曆二十二年（1594年）甲午科陕西鄉試第六十一名舉人，二十六年（1598年），登戊戌科三甲四十一名進士，吏部觀政，初授山西長治縣知縣，以忤上官降職，二十八年降为山西按察司照磨，二十九年升新泰县知县，为政持大体，廉洁自律，杜绝一切馈赠，敬士爱民，百姓得以安居乐业。以其治绩卓越，四三十一年调任長山縣。临行之时，行李萧然，惟图书一箧而已。全县士民留之不得，为立生祠。三十四年補伊阳县，三十六年擢刑部主事，三十八年七月往关外决囚，三十九年晉员外郎、郎中，四十一年升任四川重庆府知府，以廉洁著名，告归之日，清介自高。于东城近郊置一别墅，琴书满屋，往来皆知名士，与当事者绝无干求。有诗词等集行世，祀乡贤。

## 家族
曾祖李世美，典膳。祖李桐，生员。父李及时，廪生。母白氏。重庆下。弟李贡明。娶馮氏。子李卯生。